# پریپک (استان بورگاس)
پریپک (به بلغاری: Pripek) یک منطقهٔ مسکونی در بلغارستان است که در Ruen واقع شده‌است.